# Arthur Philemon Coleman

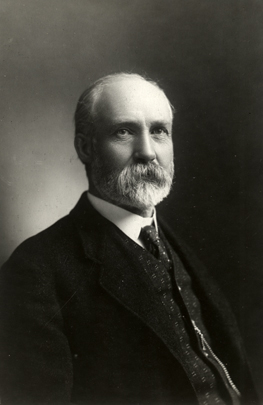
Arthur Philemon Coleman (1852 – 1939)

Arthur Philemon Coleman (Lachute (Quebec), 4 april 1852 – Toronto, 26 februari 1939) was een Canadees geoloog.
Nadat Coleman zijn universitaire opleiding aan de Victoria Universiteit in Cobourg, Ontario had afgerond, promoveerde hij in Silezië (Duitsland)  aan de Universiteit van Breslau. Hij keerde terug naar Canada en was voor de rest van zijn wetenschappelijke loopbaan aan de Victoria Universiteit verbonden. Naast wetenschapper was Coleman ook kunstenaar en gedurende zijn hele leven bleef schetsen en schilderen 
Colemans wetenschappelijk werk richtte zich op het poolonderzoek, ijstijden en op de geologie van de Rocky Mountains, waar hij tussen 1884 en 1908 acht keer veldonderzoek deed. In 1915 ondernam hij een expeditie naar Labrador, waar hij de Torngat Mountains als een van de eerste wetenschappers onderzocht. Colemans publicaties over ijstijden in het verre geologische verleden brachten hem wereldfaam toen hij in 1906 glaciaal sediment uit het Precambrium ontdekte in Noord-Ontario. Na zijn pensionering in 1922 bleven ijstijden zijn grootste wetenschappelijke passie en in 1926 voltooide hij zijn hoofdwerk op dit gebied: Ice Ages, Recent and Ancient.